# Kollegiet för Sverigeinformation i utlandet
Kollegiet för Sverigeinformation i utlandet inrättades 1966 för att samordna Sveriges marknadsföring i utlandet. Samarbetspartners var Svenska institutet, Sveriges Exportråd, Stockholms Turisttrafikförbund och Svenska turisttrafikförbundet. Kollegiets förste chef blev ambassadören Kjell Öberg, som 1969 utnämndes till Statens Invandrarverks förste Generaldirektör. Kollegiet avskaffades på 1970-talet.